# در جستجوی ریچارد
در جستجوی ریچارد (انگلیسی: Looking for Richard) فیلمی آمریکایی در سبک مستند به کارگردانی آل پاچینو است که در سال ۱۹۹۶ منتشر شد.

## بازیگران
- الک بالدوین
- آل پاچینو
- آیدان کوئین
- وینونا رایدر
- کوین اسپیسی
- کوین کانوی
- دانیل ون بورگن
- کنت برانا
- کوین کلاین
- پیتر بروک
- جان گیلگد
- ونسا ردگریو
- هایمه سانچز